# 胡楷
胡楷（1934年—），女，江西新建人，中华人民共和国遗传学家，海南大学教授、副校长，曾任海南省政协副主席，第七届全国人大代表，第八届全国政协委员。